# Landingsschip voor tanks

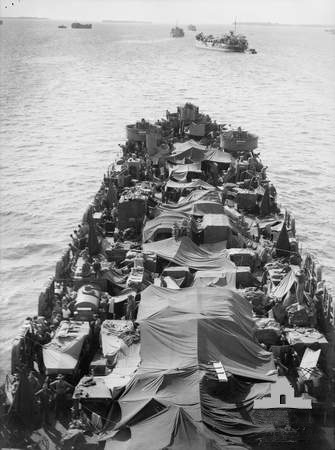
Australische LST.

Landingsschepen voor tanks (LST) zijn landingsvaartuigen speciaal ontworpen om tanks over water tot aan de kust te brengen.
Dit type landingsvoertuig is ontworpen tijdens de Tweede Wereldoorlog. Het doel van deze schepen was om zo snel mogelijk een groot aantal tanks en ander vracht te ontladen op een stuk strand. De eerste LST's waren bestaande schepen die werden omgebouwd om te voldoen aan de voorwaarden die het Verenigd Koninkrijk stelde voor deze schepen. Naarmate de oorlog vorderde, werden schepen ontwikkeld die enkel dienden als LST. Daarna werd een samenwerkingsakkoord tussen het Verenigd Koninkrijk en de Verenigde Staten afgesloten, waarbij beslist werd dat het merendeel van deze schepen gebouwd zou worden door de VS en deze dan zou uitlenen aan de geallieerde troepen. 

## Landingsschepen in de Tweede Wereldoorlog
Tijdens de oorlog bewees dit type dat het heel veelzijdig kon zijn. Zo werden enkele LST's omgebouwd tot drijvende werkplaatsen (landing craft repair ships of ARL), hierbij werden de boegdeuren en de oprijklep verwijderd en werden op het dek kranen en takels geplaatst om defecte voertuigen aan boord te kunnen hijsen. Andere schepen werden dan weer omgebouwd tot hospitaalschepen (LSTH). Naarmate de oorlog vorderde, werden sommige zelfs voorzien van een vliegdek, van waarop kleine observatievliegtuigen opereerden.
Ondanks hun lage snelheid, werd maar een klein aantal verwoest.

## Landingsschepen na Tweede Wereldoorlog

### Verenigde Staten
Op het einde van de oorlog had de VS een groot aantal aan amfibievoertuigen. Vele van hen werden dan ook gesloopt. Andere werden dan weer bewaard voor in de toekomst. Daarenboven werden een aantal LST's verkocht aan de privé-sector. Tijdens de Koreaanse oorlog, viel het succes van dit schip weer op. Als gevolg hiervan werden twee nieuwe klassen ontwikkeld die gebaseerd waren op de LST's.

### Verenigd Koninkrijk

#### LST Mk.3 als commerciële ferry
In 1946 kwamen enkele mensen op het idee om het concept van de LST door te trekken tot de gewone maatschappij. Hieruit is het moderne Roll-on-roll-offschip ontstaan. In de zomer van 1946 stapte Michael Bustard naar de Britse Admiralty met de vraag of hij drie schepen kon kopen. Na enkele onderhandelingen werd besloten dat hij deze kon lenen tegen £13 6s 8d per dag. Deze drie schepen werden herdoopt naar Empire Baltic, Empire Cedric en Empire Celtic. Om dienst te kunnen doen in de koopvaardij, moesten kleine aanpassingen worden gedaan. Zo moest de accommodatie worden veranderd en ook werden nieuwe navigatiemiddelen toegevoegd. In de morgen van 11 september 1946 voer de Empire Baltic dan uit voor de eerste keer. De reis ging van Tilbury naar Rotterdam met aan boord 64 wagens voor de Nederlandse regering.

#### LST Mk.3 in legerdienst
Doordat er na de oorlog op vele plaatsen een tekort was aan voedsel en bouwmaterialen, werden 7 LST's van de Royal Army Service Corps overgekocht door de Royal Navy. Zij zouden dan de taak van koopvaardijschepen overnemen aangezien deze nog te veel schrik had en ook veel te duur was. Daarom moesten deze schepen echter ook voldoen aan de eisen van een koopvaardijschip. Nadat dit gebeurt was, voerden vijf schepen naar het Midden-Oosten en twee naar het Verre Oosten.

#### LST Mk.3 als trainingsschip
Tussen 1960 en 1970 werden veel nieuwe helikopters aangekocht door het Britse leger. Dit bracht met zich mee dat er voldoende trainingsgronden moesten zijn, zowel op het land als op de zee. Doordat veel vliegdekschepen op dat moment werden gesloopt, was er een tekort aan trainingsmogelijkheden op zee. Daarom werd de LST omgebouwd tot trainingsschip in afwachting van het nieuwe vliegdekschip RFA Engadine, dat zou worden afgeleverd in 1967.